# Eoophyla tenuisa
Eoophyla tenuisa is een vlinder uit de familie van de grasmotten (Crambidae), uit de onderfamilie van de Acentropinae. De wetenschappelijke naam van deze soort is voor het eerst gepubliceerd in 1863 door Fuqiang Chen en Chunsheng Wu. 
De spanwijdte van het mannetje bedraagt 18 tot 21 millimeter en van het vrouwtje 16 tot 25 millimeter.
De soort komt voor in China (Yunnan).